# Ontinyent Club de Fútbol
Maillots
L'Ontinyent Club de Fútbol est un ancien club espagnol de football basé à Ontinyent (province de Valence), créé en 1931 et dissous le 28 mars 2019 à cause de problèmes économiques.

## Histoire
Le club passe 5 saisons en Segunda División : de 1963 à 1965 puis de 1968 à 1971. Il obtient son meilleur classement en D2 lors de la saison 1969-1970, où il se classe 9e du championnat, avec 15 victoires, 6 nuls et 17 défaites.

## Personnalités du club

### Joueurs
- Toni Lima
- Álvaro Cervera
- Rafael Marañón
- Paco Montañés
- David Rangel
- Julián Rubio
- Alberto Quintero